# Etage (bouwkunst)

Verdiepingen in een gebouw.
Het linker gebouw geeft de normale Nederlandse namen aan.
Het rechter gebouw geeft een vergelijking tussen de nummering volgens het Britse en het Amerikaanse systeem.

Speciale etages.
Deze etages komen vaak niet in dezelfde soort huizen voor. Een kruipruimte komt alleen in nieuwere gebouwen voor, een bel-etage voornamelijk in oude gebouwen.

Een etage of verdieping is een bouw- of woonlaag boven de begane grond in een gebouw.
Voor het bereiken van een etage hoger of lager kan men meestal gebruik maken van een trap, roltrap, lift of hellingbaan, al of niet met loopband.

## Nummering en benaming
De laag op de begane grond (parterre), dus nagenoeg gelijk aan het maaiveld, wordt meestal niet etage genoemd, het is evenwel een gelijkvloerse verdieping. De eerste etage of eerste verdieping is de tweede laag, de tweede etage of tweede verdieping is de derde laag enzovoorts.
Als de laag onder de grond ligt, heet deze de kelder. Een laag half in de grond heet kelderverdieping (ook wel souterrain). Bij een dergelijke laag ligt het maaiveld ongeveer gelijk met de onderkant van de vensters. In oude woningen waren hier vaak de keuken en de vertrekken van het personeel. De laag hierboven, die dus ongeveer een halve verdieping boven het maaiveld ligt, wordt in oude huizen de bel-etage (Frans: bel = mooi) genoemd, omdat dit de etage was waar men de gasten ontving.
Een halve tussenetage heet tussenvloer, entresol of mezzanine, en is vaak aangebracht in oudere gebouwen met veelal hoge plafonds, teneinde meer vloeroppervlakte te verkrijgen.
De bovenste verdieping heet, vooral in het geval dat het gebouw een schuin dak heeft, vaak de zolder. Een kleine zolder zonder beloopbare vloer, of waar niet rechtop gelopen kan worden heet vliering.

## Britse en Amerikaanse nummering
Wereldwijd zijn er grofweg twee nummeringen van verdiepingen in gebruik: in het Engels het "Britse" en het "Amerikaanse" systeem genoemd.

De begane grond ligt hierbij in het algemeen op hetzelfde peil als het maaiveld.
- In het 'Britse' systeem krijgt de begane grond geen nummer, of 0; en de eerste verdieping nummer 1. Benamingen zijn: groundfloor, first floor enz.
- In het Amerikaanse systeem krijgt de begane grond nummer 1 en de eerste verdieping nummer 2. Benamingen zijn: first floor, second floor enz.

In beide systemen is de eerste etage boven het maaiveld de "first storey", en de etage daarboven de "second storey".
Het Britse systeem wordt toegepast in vrijwel geheel Europa, in de landen van het Commonwealth (uitgezonderd Singapore en Canada, maar inclusief Quebec), in Afrika en in veel voormalige Britse koloniën.
Het Amerikaanse systeem wordt gebruikt in Amerika, in Rusland en Noorwegen (als uitzonderingen in Europa) en in veel Aziatische landen. In de Nederlandse bouwwereld spreekt men soms van bouwlagen of woonlagen, en die worden dan genummerd overeenkomstig het uniforme gebruik van het Engelse woord 'stor(e)y': de eerste bouwlaag is begane grond, de tweede bouwlaag is de eerste verdieping enz. Overigens kunnen ook kelderverdiepingen worden meegenomen in de bouwlagen-telling van een gebouw of project.
Het Amerikaanse systeem wordt in sommige Nederlandse dialecten gebruikt. Men spreekt dan van vloer en dat woord betekent dus niet hetzelfde als het Britse floor. De eerste vloer is de begane grond.
In geaccidenteerd terrein (waaronder ook de situatie van een dijkwoning) kan het voorkomen dat meerdere verdiepingen overeenkomen met het maaiveld. Wat aan de ene kant van het gebouw de eerste verdieping is, ligt aan de andere kant gelijk met het maaiveld. De term begane grond kan dan verwarring geven. Meestal wordt met cijfers in het trappenhuis aangegeven hoe de verdiepingen genummerd worden.

## Trivia
- In Amerika wordt de 13e verdieping vanwege bijgeloof vaak overgeslagen. De verdieping boven de 12e wordt dan 14e verdieping genoemd.
- In China worden de verdiepingen met een 4 erin vaak overgeslagen, omdat in het Chinees de uitspraak van "4" erg lijkt op de uitspraak van "dood".
- Van verdiepingen spreekt men ook bij torens zoals de Eiffeltoren en de Euromast. De nummering is hetzelfde als bij gebouwen.
- Verdiepingen van schepen worden dekken genoemd. De dekken van een schip hebben verschillende namen. Het scheepsruim tussen het onderste dek en de bodem is geen dek. Het woord dek heeft soms betrekking op de verdieping, en soms op de vloer.
- Verdiepingen van dubbeldeksbussen en dubbeldekstreinen worden dekken genoemd (bovendek en onderdek).

kruipruimte · kelder · souterrain · parterre · bel-etage · tussenvloer · vide · zolder · vliering